# Cadillac (Michigan)
Cadillac é uma cidade localizada no estado americano de Michigan, no Condado de Wexford.

## Demografia
Segundo o censo americano de 2000, a sua população era de 10.000 habitantes. 
Em 2006, foi estimada uma população de 10.308, um aumento de 308 (3.1%).

## Geografia
De acordo com o United States Census Bureau tem uma área de 
22,3 km², dos quais 17,7 km² cobertos por terra e 4,6 km² cobertos por água.

## Localidades na vizinhança
O diagrama seguinte representa as localidades num raio de 24 km ao redor de Cadillac. 